# Eleutherodactylus dilatus
Eleutherodactylus dilatus é uma espécie de anfíbio  da família Eleutherodactylidae.
É endémica do México.
Os seus habitats naturais são: florestas subtropicais ou tropicais húmidas de baixa altitude.
Está ameaçada por perda de habitat.